# Nicanthes rhodoclea
Nicanthes rhodoclea är en fjärilsart som beskrevs av Edward Meyrick 1928. Nicanthes rhodoclea ingår i släktet Nicanthes och familjen Agonoxenidae. Inga underarter finns listade i Catalogue of Life.